# Malik Hyltoft
Lars Malik Hyltoft Petersen (født 16. januar 1963) er en dansk rollespiller, forfatter, lærer (cand.mag. i engelsk og japansk) og efterskoleforstander.

## Rollespil
Malik Hyltoft har gennem en årrække været aktiv og markant rollespiller og har forfattet en lang række scenarier og sammen med Palle Schmidt udgivet rollespilssystemet Fusion.

### Ottoer
Til rollespilskongressen Fastaval har Malik Hyltoft modtaget tre Otto-priser:
- 1997: Bedste bipersoner: scenariet Freden[5]
- 2006: Publikumsprisen: scenariet Nantonaku Manga[6], samt årets Æresotto

## Skole
Hyltoft var medstifter af og 2006-9 viceforstander for Østerskov Efterskole i Hobro, og forsøgte dernæst at oprette en rollespilsefterskole ("Elverskud Efterskole") øst for Storebælt, men det mislykkedes. 2010 blev  Hyltoft forstander på Osted Fri- og Efterskole, hvilket han var frem til 2011. Derefter arbejdede han på Roskilde Katedralskole fra 2013-2017, og har siden haft forskellige stillinger i rollespilsvirksomhederne Dziobak Larp Studios og Rollespilsakademiet.